# Союз сибиряков

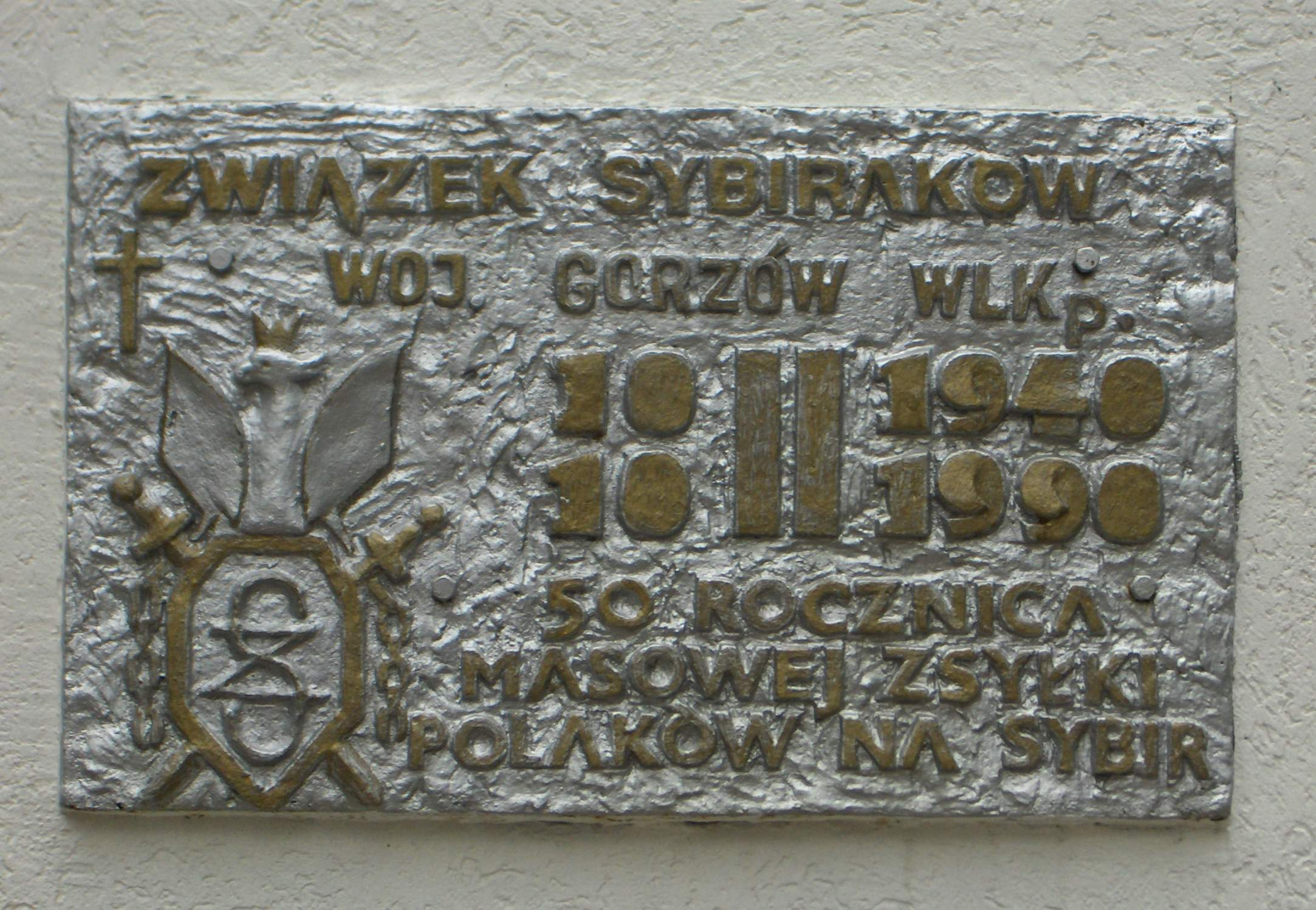
Мемориальная доска на памятнике сибирякам в Слубице

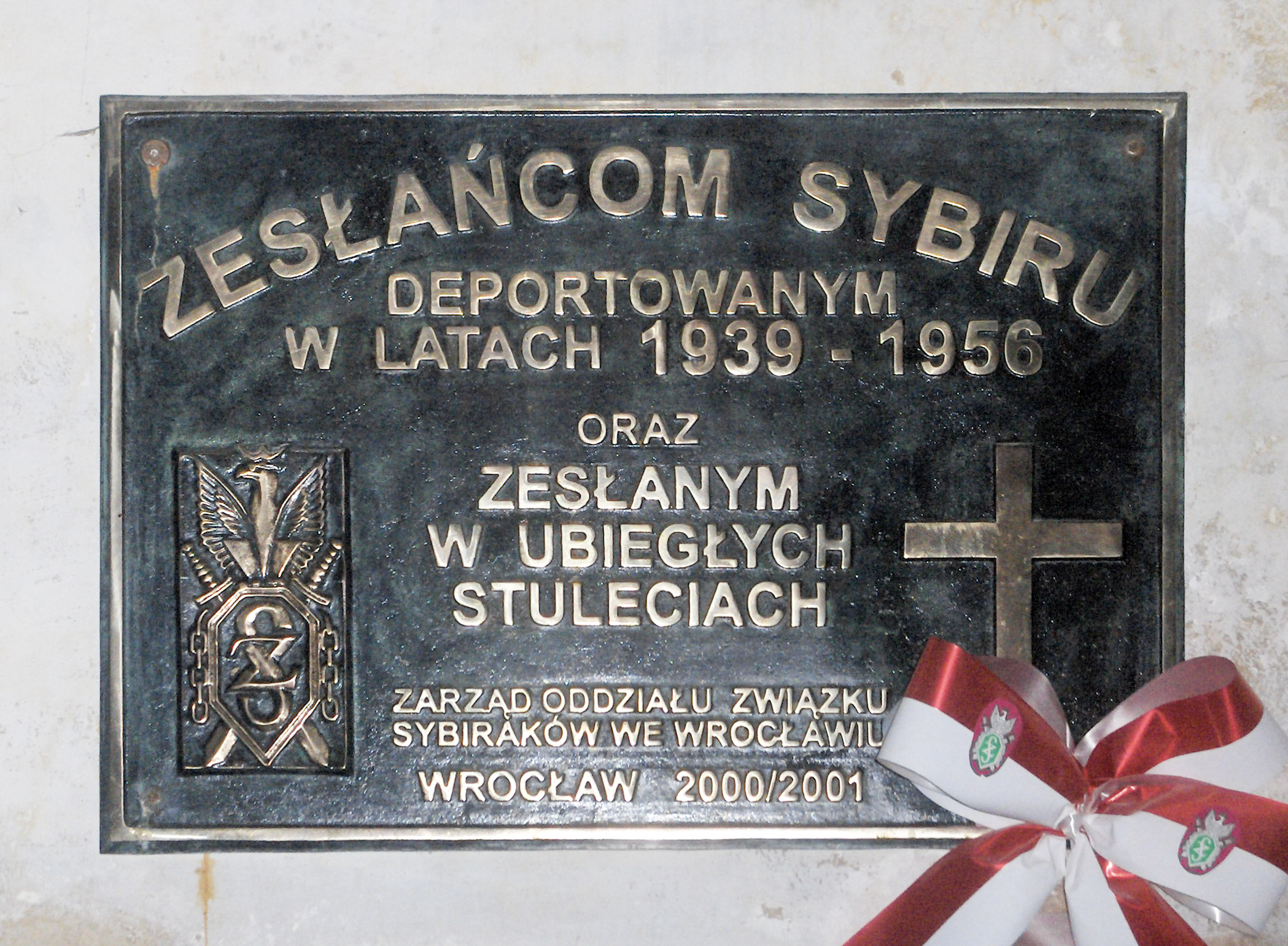
Мемориальная доска, посвященная ссыльным Сибири в Вроцлаве

Союз сибиряков (пол. Związek Sybiraków) — польская организация сибиряков, включающая в себя бывших ссыльных и их потомков, а также людей которые добровольно приехали жить и работать в Сибирь.

## История организации
В 1921 году был создан независимый Академический Союз сибиряков, объединяющий молодых людей, родившихся в Сибири (существовал до 1927 года). В 1926 году бывшие военнослужащие 5-й дивизии польских стрелков в городе Катовице создали Объединение сибиряков. В 1928 году был создан Союз сибиряков, во время съезда 1 июля 1928 года почетными членами Союза сибиряков стали:
- Юзеф Пилсудский, 22 марта 1887 года был арестован за причастность к заговору, направленному на убийство императора Александра III, которая заключалась в оказании услуг проводника по Вильно для одного из заговорщиков, пытавшегося найти яд, необходимый для реализации плана[2] и приговорен к 5 года ссылки в Восточную Сибирь[3] где отбывал наказание в городе Иркутске, городе Киренске и поселке Тунка[4].
- Бенедикт Дыбовский, участник Польского восстания 1863 года, комиссар повстанческого правительства Беларуси и Литвы. Был приговорен к смертной казни, но в результате активной защиты немецких зоологов и личного заступничества Отто фон Бисмарка наказание было заменено на 12 лет ссылки в Сибирь. Там он продолжал научную деятельность: исследовал животный и растительный мир озера Байкал, рек Амур и Ангара, обогатил зоологию целым рядом новых открытий.
- Вацлав Серошевский, участник рабочего движения, в 1879 году за оказанное сопротивление полиции был приговорен к 8 годам ссылки в Якутию[5].

Председателями совета директоров центрального Союза сибиряков были Антоний Ануш (1928—1931), Генрих Сухенек-Сухецкий и полковник Ян Скоробогатый-Якубовский (1938—1939).
После Второй мировой войны деятельность Союза сибиряков была невозможна по политическим причинам. В 1988 году инициативная группа во главе с Ричардом Рейффом разработала устав и 17 декабря 1988 года организация Союз сибиряков была официально зарегистрирована.

## Цели и задачи
- Предоставлять и защитить интересы своих членов, в особенности добиваться прав на компенсации, пенсии, медицинские льготы и т. д.
- Ведение благотворительной деятельности.
- Оказание помощи своим членам и полякам проживающим за пределами Польши, особенно находящимся на территории бывшего СССР.
- Уход за инвалидами и помощь членам семей погибших сибиряков.
- Увековечивание памяти о польских ссыльных и забота об их могилах.
- Противопоставление всем проявлениям тоталитаризма, нетерпимости, представляющей угрозу свободе человека и его достоинству.
- Сотрудничество с организациями с аналогичными целями, а также с теми, которые находятся за пределами Польши.
- Популяризация и распространение патриотических и гражданских ценностей, а также уважение культуры и народных традиций.
- Ведение общественной деятельности.

## Награды
- До 1939 Союз сибиряков выпустил памятный значок 5-й дивизии польских стрелков и значок cибиряков.
- В 1992 году была отчеканена медаль с текстом (пол. Pod Twoją Obronę Sybiracy)[9].
- В последнее время Союз сибиряков награждает почётным знаком За заслуги перед Союзом сибиряков, Почётным знаком сибиряка[10]. Кроме того, с 2003 года президент Польши вручает крест ссыльных в Сибирь.
- В 2011 году Союз сибиряков получил награду Хранитель национальной памяти[11].